# سامسون کیتور
سامسون کیتور (انگلیسی: Samson Kitur; ۲۵ فوریهٔ ۱۹۶۶ – ۲۵ آوریل ۲۰۰۳) دونده، و ورزشکار دو و میدانی اهل کنیا بود.